# Changle (socken i Kina, Hunan, lat 26,99, long 111,09)
Changle (kinesiska: 长乐, 长乐乡) är en socken i Kina. Den ligger i provinsen Hunan, i den södra delen av landet, omkring 230 kilometer sydväst om provinshuvudstaden Changsha.
Genomsnittlig årsnederbörd är 1 613 millimeter. Den regnigaste månaden är maj, med i genomsnitt 233 mm nederbörd, och den torraste är oktober, med 38 mm nederbörd.